# Мија Јовановић
Мија Јовановић (9. октобар 1907 – 26. јун 1982) је био југословенски и српски фудбалер.
Рођен у Београду (тадашња Краљевина Србија), играо је са СК Јединство Београд до 1930, године када је прешао у OФК Београд. 1931. дебитовао је за први тим БСК-а на позицији везњака. Две године касније постаје десни крилни нападач. Освојио је фудбалско првенство Југославије 1930/31 са ОФК-ом.
За репрезентацију Југославије одиграо је три утакмице.
Преминуо је 26. јуна 1982, у Београду.